# Boutilimit

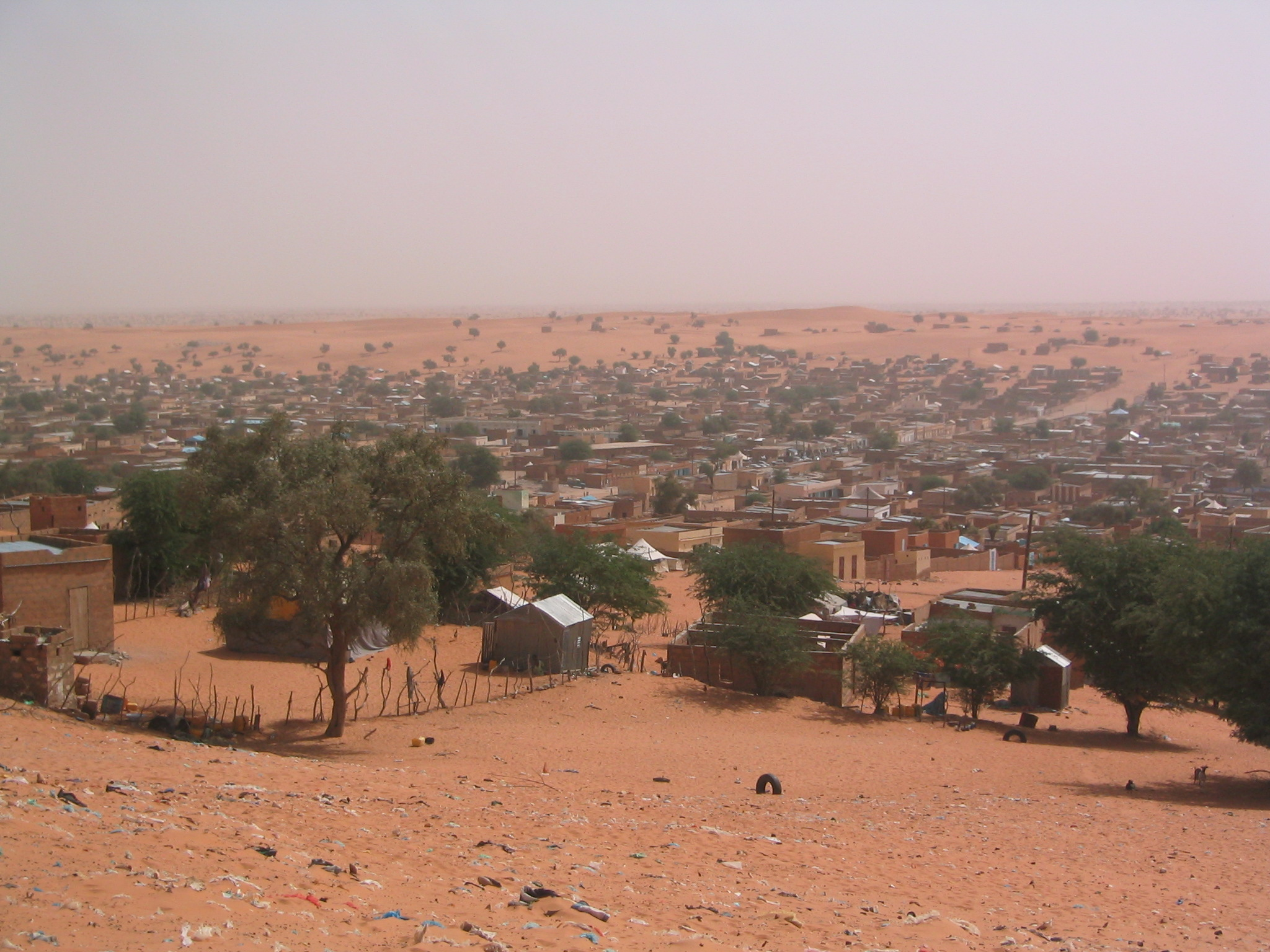
Boutilimit

Boutilimit (Arabisch: بوتلميت) is een stad in het zuidwesten van Mauritanië, in het gebied Trarza. De stad telde in 2005 27.170 inwoners en ligt 164 km ten zuiden van Nouakchott.
De stad is een belangrijk centrum van godsdienstige wetenschap en training geweest sinds een islamitische mysticus en geleerde de stad heeft gesticht in de 19e eeuw. Hoewel woestijnvorming een groot deel van de economie heeft ondermijnd, blijft de stad het belangrijkste centrum van de religieuze opleiding in Mauritanië. De Koranschool staat bekend om haar bibliotheek van manuscripten, opgericht door Sheik Sidiyya al-Kabir (1774-1868), die de tweede collectie in grootte is, na die van de oude Mauritaanse stad Chinguetti.
De stad is ook bekend in de regio voor de productie van ambachtelijke producten, in het bijzonder tapijten gemaakt van kamelen- of geitenhaar, evenals zilverproducten. Een opmerkelijke inwoner van deze stad is onder andere Moktar Ould Daddah, 's lands eerste president na de onafhankelijkheid van Frankrijk.